# Истомин, Яков Алексеевич
Яков Алексеевич Истомин (укр. Яків Олексійович Істомін; 1887, Харьков — 1939, Красноярский край) — большевик, организатор образования на Урале. Депутат Луганской городской думы (1917). Нарком народного просвещения ДКР (1918). Член РСДРП и ВКП(б).

## Биография
Яков Истомин родился в 1887 году в Харькове в крестьянской семье (по другим данным в семье пекаря).
Состоял в РСДРП с 1904 по 1909 года. За участие в Первой Русской революции был осужден к 2 годам тюрьмы. Из-за ареста потерял связь с организацией.
С 1905 по 1914 год работал учителем. Окончил три курса историко-филологического факультета Харьковского университета.
С 1917 являлся работником органов народного образования Луганска, Царицына, Харькова и Москвы. Служил в Красной армии, являлся соратником Климента Ворошилова. В 1917 году вступил в РКП(б). В июне 1917 года вошёл в состав редколлегии ежедневной газеты «Донецкий пролетарий».
6 августа 1917 года прошёл по спискам большевиков в Луганскую городскую думу.
В марте - апреле 1918 года был членом Луганского Совета народных комиссаров Донецко-Криворожской республики, заняв должность наркома народного просвещения. В 1920 году в качестве начальника Донецкого губернского отдела народного образования содействовал открытию в Луганске Художественного музея живописной культуры и Луганского культурного музея.
В феврале 1921 года в качестве уполномоченного Наркомата иностранных дел Украинской ССР в Москве подписал Дополнительный договор к мирному договору между Украинской социалистической советской республикой и Литовской демократической республикой. По состоянию на ноябрь 1921 года являлся заведующий отделом дипломатических отношений НКИД УССР.
В 1924 году командирован в Свердловск и назначен заведующим заведующий Уральского областного отдела народного образования. Являлся президентом Уральского общества любителей естествознания. С 1924 по 1927 год являлся редактором таких изданий как «Уральский учитель», «Записки Уральского общества любителей естествознания» (позже «Краеведение на Урале»), «Информационный бюллетень краеведческой работы на Урале». Работал в Уральском областном бюро краеведения. Кроме того, являлся депутатом областного Совета рабочих, крестьянских и красноармейских депутатов. Член облисполкома и Ревизионной комиссии обкома ВКП(б).
С 1927 года — заведующий сектором культуры и быта в Уральской областной плановой комиссии. Заместитель председателя облплана. В 1932 году в течение пяти месяцев являлся заместителем председателя Уральского филиала Академии наук (УФАН). В 1934 году переехал в Москву, где вошёл в Комиссию советского контроля.
Истомин один из авторов первого и второго пятилетних планов развития народного хозяйства Урала по разделу «Культурное строительство».
18 августа 1937 года был арестован и обвинён по статьям 58.7 (противодействие нормальной деятельности государственных учреждений) и 58.11 (активные действия или активная борьба против рабочего класса и революционного движения) Уголовного кодекса РСФСР. Тогда же был исключён из партии. Спустя год, 21 января 1938 года, приговорён Военной коллегией Верховного суда СССР к 10 годам лагерей и пяти годам поражения в политических правах. Скончался в 1939 году в норильских лагерях. Место захоронения неизвестно. Реабилитирован 21 апреля 1956 года «за отсутствием состава преступления».